# Риваллон де Пентьевр
Риваллон (фр. Riwallon de Penthièvre; ум. ок. 1154) — граф де Пентьевр с 1148, сын Жоффруа II, графа де Пентьевр, и Хависы де Доль.

## Биография
После смерти Жоффруа в 1148 году графом Пентьевра стал его сын Риваллон. О его правлении известно очень немного. В последний раз Риваллон упоминается в 1052 году. Предполагается, что он скончался около 1154 года или в 1162 году.
Ему наследовал старший сын Этьен II, не оставивший наследников и передавший графство младшему сыну Риваллона Жоффруа III.

## Брак и дети
Жена: NN де Доль, дочь Гильдуина де Доль. Дети:
- Этьен II (ум. 1164) — граф де Пентьевр с ок. 1154
- Жоффруа III Ботерель (ум. 1177) — граф де Пентьевр с 114